# Art Baker
Art Baker (właśc. Arthur Shank; ur. 7 stycznia 1898 w Nowym Jorku, zm. 26 sierpnia 1966 w Los Angeles) – amerykański aktor filmowy i telewizyjny.

## Wybrana filmografia
- 1937: Artystki i modelki jako Drugi prezenter
- 1943: Blask na wschodzie jako głos z radia (niewymieniony w czołówce)
- 1945: Urzeczona jako porucznik Cooley
- 1947: Córka farmera jako Anders Finley
- 1948: Powrót jako report Williams (niewymieniony w czołówce)
- 1949: Cover Up jako Stu Weatherby
- 1951: Belle Le Grand jako Obrońca w procesie
- 1951: Only the Valiant jako kapitan Jennings
- 1951: Przybywa narzeczony jako spiker radiowy
- 1955: Artyści i modele jako komentator (niewymieniony w czołówce)
- 1966: Dzikie anioły jako Thomas

## Wyróżnienia
Posiada swoją gwiazdę na Hollywoodzkiej Alei Gwiazd.